# جس آنتونی
جس آنتونی (انگلیسی: Jesse Anthony؛ زادهٔ ۱۲ ژوئن ۱۹۸۵ ‏(۳۹ سال)) دوچرخه‌سوار اهل ایالات متحده آمریکا است.
از باشگاه‌هایی که در آن بازی کرده‌است می‌توان به تیم دوچرخه‌سواری نووو نوردیسک اشاره کرد.